# Matang Pineung (Baktiya)
Matang Pineung is een bestuurslaag in het regentschap Aceh Utara van de provincie Atjeh, Indonesië. Matang Pineung telt 351 inwoners (volkstelling 2010).